# Halk Bankası Spor Kulübü 2015-2016 (pallavolo femminile)
Questa voce raccoglie le informazioni riguardanti l'Halk Bankası Spor Kulübü nelle competizioni ufficiali della stagione 2015-2016.

## Organigramma societario
Area direttiva
- Presidente: Selahattin Süleymanoğlu

Area tecnica
- Allenatore: Cengiz Akarçeşme
- Allenatore in seconda: Haktan Balin (fino a febbraio)
- Assistente allenatore: Ahmet Kavas (fino a novembre)
- Scoutman: Emre Altundağ

## Rosa
| N° | Nome              | Ruolo | Data di nascita  | Nazionalità sportiva |
| -- | ----------------- | ----- | ---------------- | -------------------- |
| 1  | Carly Wopat       | C     | 13 ottobre 1992  | Stati Uniti          |
| 2  | Tuğçe Hocaoğlu    | P     | 1º luglio 1988   | Turchia              |
| 3  | Logan Tom         | S     | 25 maggio 1981   | Stati Uniti          |
| 5  | Elif Onur         | S     | 20 dicembre 1989 | Turchia              |
| 6  | Simge Aköz        | L     | 23 aprile 1991   | Turchia              |
| 7  | Fatma Yıldırım    | S     | 3 gennaio 1990   | Turchia              |
| 9  | Songül Dikmen     | L     | 8 maggio 1981    | Turchia              |
| 10 | Seda Türkkan      | P     | 12 giugno 1984   | Turchia              |
| 11 | Tutku Yüzgenç     | O     | 15 gennaio 1999  | Turchia              |
| 12 | Hande Şimşek      | C     | 4 luglio 1995    | Turchia              |
| 13 | Ceyda Aktaş       | S     | 18 agosto 1994   | Turchia              |
| 14 | Ceyda Durukan     | C     | 8 aprile 1994    | Turchia              |
| 15 | Neşve Büyükbayram | C     | 1º gennaio 1990  | Turchia              |
| 16 | Lucie Smutná      | P     | 14 aprile 1991   | Rep. Ceca            |
| 17 | Gyselle Silva     | O     | 29 ottobre 1991  | Cuba                 |
| 20 | Song Meili        | S     | 23 febbraio 1995 | Cina                 |

## Statistiche

### Statistiche di squadra
| Competizione     | Punti | In casa | In casa | In casa | In trasferta | In trasferta | In trasferta | Totale | Totale | Totale |
| Competizione     | Punti | G       | V       | P       | G            | V            | P            | G      | V      | P      |
| ---------------- | ----- | ------- | ------- | ------- | ------------ | ------------ | ------------ | ------ | ------ | ------ |
| Voleybol 1. Ligi | 23    | 11      | 3       | 8       | 11           | 5            | 6            | 28     | 10     | 18     |
| Totale           | -     | 11      | 3       | 8       | 11           | 5            | 6            | 28     | 10     | 18     |

G = partite giocate; V = partite vinte; P = partite perse

### Statistiche dei giocatori
| Giocatore      | Voleybol 1. Ligi | Voleybol 1. Ligi | Voleybol 1. Ligi | Voleybol 1. Ligi | Voleybol 1. Ligi | Totale | Totale | Totale | Totale | Totale |
| Giocatore      | P                | PT               | AV               | MV               | BV               | P      | PT     | AV     | MV     | BV     |
| -------------- | ---------------- | ---------------- | ---------------- | ---------------- | ---------------- | ------ | ------ | ------ | ------ | ------ |
| S. Aköz        | 28               | 0                | 0                | 0                | 0                | 28     | 0      | 0      | 0      | 0      |
| C. Aktaş       | 18               | 71               | 62               | 7                | 2                | 18     | 71     | 62     | 7      | 2      |
| N. Büyükbayram | 28               | 188              | 107              | 74               | 7                | 28     | 188    | 107    | 74     | 7      |
| S. Dikmen      | 12               | 0                | 0                | 0                | 0                | 12     | 0      | 0      | 0      | 0      |
| C. Durukan     | 14               | 10               | 6                | 3                | 1                | 14     | 10     | 6      | 3      | 1      |
| T. Hocaoğlu    | 14               | 8                | 3                | 3                | 2                | 14     | 8      | 3      | 3      | 2      |
| E. Onur        | 17               | 53               | 41               | 8                | 4                | 17     | 53     | 41     | 8      | 4      |
| G. Silva       | 25               | 331              | 281              | 26               | 24               | 25     | 331    | 281    | 26     | 24     |
| H. Şimşek      | 24               | 41               | 15               | 9                | 17               | 24     | 41     | 15     | 9      | 17     |
| L. Smutná      | 13               | 20               | 4                | 9                | 7                | 13     | 20     | 4      | 9      | 7      |
| Song M.        | 12               | 81               | 72               | 2                | 7                | 12     | 81     | 72     | 2      | 7      |
| L. Tom         | 8                | 75               | 54               | 11               | 10               | 8      | 75     | 54     | 11     | 10     |
| S. Türkkan     | 26               | 56               | 25               | 2                | 29               | 26     | 56     | 25     | 2      | 29     |
| C. Wopat       | 27               | 261              | 170              | 59               | 32               | 27     | 261    | 170    | 59     | 32     |
| F. Yıldırım    | 26               | 242              | 195              | 24               | 23               | 26     | 242    | 195    | 24     | 23     |
| T. Yüzgenç     | 25               | 120              | 95               | 14               | 11               | 25     | 120    | 95     | 14     | 11     |

P = presenze; PT = punti totali; AV = attacchi vincenti; MV = muri vincenti; BV = battute vincenti